# Anders Larsson Crantzberg
Anders Larsson Crantzberg, född 1623, död 1699, var en svensk fogde för Per Brahe den yngre, borgmästare i Uddevalla stad och riksdagsman 1668-1697.
Anders Larsson Crantzberg var son till Lars Svensson och Britta Andersdotter. Crantzberg inskrevs år 1645 i Braheskolan på Visingsö. Anders Larsson Crantzberg var först gift med Bodil Påvelsdotter och senare Katarina Wickenberg.
År 1658 tillträdde han som borgmästare i Uddevalla. Han blev som nytillträdd borgmästare inblandad i de häxprocesser som för Bohusläns del började i juni 1669. Bland hans insatser för staden ingick stegvis återvinnande av dess stapelrätt under åren 1664-1674 och uppförande av ett nytt rådhus. År 1667 var han initiativtagare till Uddevalla Sågbruksintressenter. Han styrde även staden efter Uddevalla stadsbrand 9 maj 1690 som ödelade nästan hela staden, inklusive borgmästarbostaden.
Anders Larsson företrädde Uddevalla vid sju riksdagar mellan åren 1668 och 1697.
Anders Larsson Crantzberg var i egenskap av större jordinnehavare i Bohuslän bidragande till stadens och landskapets näringslivsutveckling. Förutom skogsbruket och sågverken ansvarade han även för införande av tobakspinneri i staden. På en tomt som kallades "Borgmästarens trädgård" lär han även ha odlat tobak.
Anders Larsson Crantzberg dog 1699. Han efterträddes som borgmästare av sin svärson Lars Silentz.